# Kuwait News Agency
Kuwait News Agency (arabisch وكالة الأنباء الكويتية, DMG Wakāla al-Anbāʾ al-Kuwaitīya – kurz KUNA / كونا) ist eine Nachrichtenagentur in Kuwait. Das Hauptgebäude befindet sich in Schuwaich.

## Geschichte
Bereits am 15. November 1978 berichtete die Nachrichtenagentur täglich drei Stunden in arabischer Sprache. Damals waren mehr als 70 Mitarbeiter für sie beschäftigt.
Die offizielle Gründung von KUNA geht auf das Amiri-Dekret zurück, das am 6. Oktober 1979 beschlossen wurde. Das Ziel war, Informationen zu sammeln und diese an andere Medien weiter zu verteilen.
Irakische Truppen beschlagnahmten nach der Invasion im August 1990 sämtliche Gerätschaften und das Archiv. Von London aus startete die Berichterstattung während der Besatzung von Kuwait am 13. Oktober 1990. Insgesamt wurden von dort 16.100 Nachrichten übertragen. Nach der Befreiung des Landes kehrte KUNA im November 1991 zurück und organisierte sich bis Ende 1992 neu. Am 15. November nahm KUNA mit durchschnittlich 40 Nachrichten pro Tag ihre Arbeit wieder auf.
Im Jahr 1999 hatte sie 365 Mitarbeiter und verarbeitete 72.500 Nachrichten in Englisch und Arabisch. 2009 hatte KUNA 33 Korrespondentenbüros außerhalb Kuwaits.